# Metria meretricia
Metria meretricia är en fjärilsart som beskrevs av William Schaus 1911. Metria meretricia ingår i släktet Metria och familjen nattflyn. Inga underarter finns listade i Catalogue of Life.